# Alte Burg (Hummertsried)
Die Alte Burg, auch Hummersried genannt, ist eine abgegangene Burg bei rund 635 m ü. NN unmittelbar östlich des „Burgstalls“ des Ortsteils Hummertsried der Gemeinde Eberhardzell im Landkreis Biberach in Baden-Württemberg.
Von der 1530 erwähnten Burganlage ist nichts mehr erhalten.